# Chrysocolaptes
Genre
Chrysocolaptes est un genre d'oiseau de la famille des Picidae, endémique à la zone indomalaise.

## Liste d'espèces
D'après la classification de référence (version 14.1, 2024) du Congrès ornithologique international (ordre phylogénique) :
- Chrysocolaptes validus – Pic vigoureux
- Chrysocolaptes lucidus – Pic sultan
- Chrysocolaptes haematribon – Pic de Luçon
- Chrysocolaptes xanthocephalus – Pic à face jaune
- Chrysocolaptes erythrocephalus – Pic à face rouge
- Chrysocolaptes strictus – Pic de Java
- Chrysocolaptes guttacristatus – Pic de Tickell
- Chrysocolaptes stricklandi – Pic de Ceylan
- Chrysocolaptes festivus – Pic de Goa
- Chrysocolaptes socialis – Pic de Malabar